# Haus der Kleingärtner

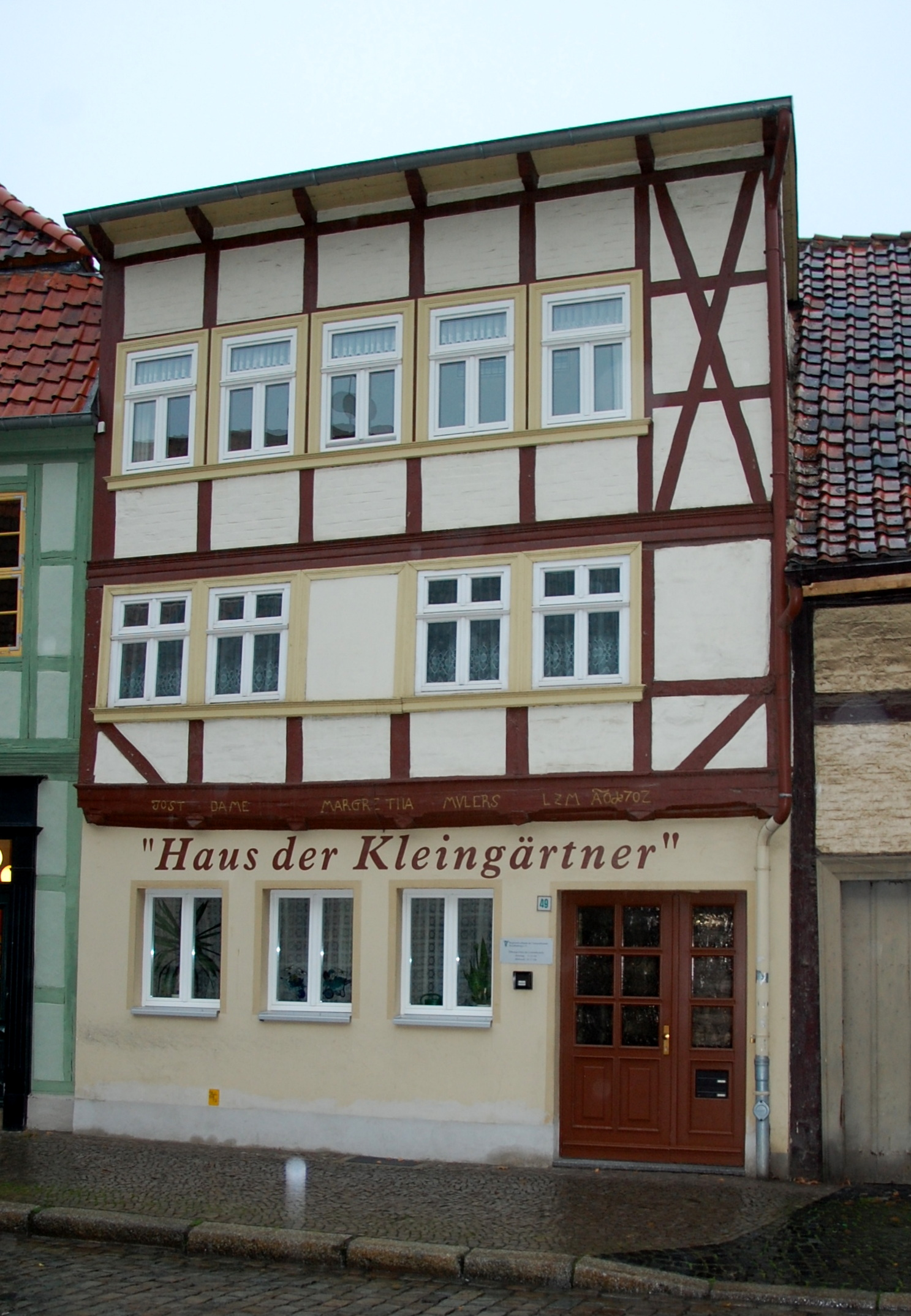
Haus der Kleingärtner

Das Haus der Kleingärtner ist ein denkmalgeschütztes Gebäude in der Stadt Quedlinburg in Sachsen-Anhalt. Im Gebäude befindet sich die Geschäftsstelle des Kreisverbandes der Kleingärtner e. V.

## Lage
Es befindet sich in der historischen Neustadt Quedlinburgs an der Adresse Pölkenstraße 49 und gehört zum UNESCO-Weltkulturerbe. Das Gebäude ist im Quedlinburger Denkmalverzeichnis als Wohnhaus eingetragen. Direkt nördlich grenzt das gleichfalls denkmalgeschützte Haus Kaiserstraße 41 an.

## Architektur und Geschichte
Das dreigeschossige Fachwerkhaus wurde 1702 errichtet. An der Stockschwelle des ersten Obergeschosses befindet sich eine Inschrift die als Bauherrin Margaretha Müller nennt. Für den Baumeister sind die Initialen LZM angegeben. Im 19. Jahrhundert wurde das zunächst nur zweigeschossige Gebäude aufgestockt. Das Erdgeschoss wurde Anfang des 20. Jahrhunderts erneuert.
Am Untergeschoss befindet sich heute (Stand 2013) der markante Schriftzug "Haus der Kleingärtner".